# Antonina Partyka
Antonina Partyka (ur. 22 września 1908 w Komaszycach, zm. 17 listopada 2020 w Bojadłach) – polska superstulatka, najstarsza w historii mieszkanka województwa lubuskiego, druga pod względem dożytego wieku osoba w Polsce.

## Życiorys
Urodziła się w Komaszycach, w obecnym województwie świętokrzyskim. W 1953 przeprowadziła się do Bojadeł, w obecnym województwie lubuskim, gdzie mieszkała do śmierci. Swoją długowieczność przypisywała unikaniu alkoholu i palenia oraz wystrzeganiu  się tłustych potraw i piciu szklanki wody każdego poranka.
22 września 2018 Antonina Partyka ukończyła 110 lat. 30 marca 2019, po śmierci Ireny Śmiałowskiej, została drugą pod względem wieku żyjącą Polką. 22 września 2019 ukończyła 111 lat jako dziewiąta osoba w historii Polski. W sierpniu 2020 przekroczyła wiek Wandy Wierzchleyskiej, stając się drugą (po Tekli Juniewicz) pod względem osiągniętego wieku osobą w historii Polski.